# Nagurus modestus
Nagurus modestus là một loài chân đều trong họ Trachelipodidae. Loài này được Dollfus miêu tả khoa học năm 1898.